# 新衡山电影院
新衡山电影院，一般称作衡山电影院，作座落于中国上海徐汇区衡山路838号，位于徐家汇地区。衡山电影院始建于1951年，开业于1952年1月，是中华人民共和国建国后上海新建的第一家电影院，由中华人民共和国首任上海市长陈毅亲笔批建题名。

## 历史

### 兴建时
1951年，衡山电影院开始兴建，翌年1月开业，总投资30万元，其中三分之一由上海大中华橡胶厂在内的周边工厂、市民共同集资参股，为当时上海独有的庭院式「花园影院」。1990年代，衡山电影院每年春天举办为期一周的「花苑电影节」，除放映影片外，还在庭院内摆放数百盆杜鹃花等花卉共观众欣赏。

### 改建后
2009年，徐汇区启动衡山电影院改造项目，将电影院在在原有基础上进行了全面翻新，采用装饰风艺术融合包豪斯元素的建筑风格，外立面引入竖状线条，与衡山路周边景致及衡山路-复兴路历史文化风貌区相得益彰，装修后的衡山电影院于2010年9月重新开业。改建后的新衡山电影院，由永华电影城的管理团队统一连锁管理，设置了3个观影厅，近700个观众席，全套引进先进、现代化的进口放映设备